# 国立病院機構北海道医療センター
国立病院機構北海道医療センター（こくりつびょういんきこうほっかいどういりょうセンター）は、札幌市西区山の手にある病院。2010年（平成22年）に国立病院機構西札幌病院と国立病院機構札幌南病院が統合して開院した。札幌市立山の手養護学校と渡り廊下で接続しており、通院・入院している児童に対応している。国立病院機構八雲病院の機能移転に伴い、新病棟を建設する予定である。

## 沿革
国立病院機構西札幌病院
- 1930年（昭和05年）：「市立札幌療養所」として創設。
- 1943年（昭和18年）：「日本医療団札幌療養所」と改称。
- 1947年（昭和22年）：厚生省（現在の厚生労働省）に移管。「国立札幌療養所」発足。
- 1969年（昭和44年）：「国立療養所西札幌病院」と改称。
- 2002年（平成14年）：国立療養所小樽病院と統合。
- 2004年（平成16年）：独立行政法人となり、「国立病院機構西札幌病院」と改称。

国立病院機構札幌南病院
- 1943年（昭和18年）：「傷痍軍人北海道第二療養所」として創設。
- 1945年（昭和20年）：厚生省に移管。「国立北海道第二療養所」となる。
- 1974年（昭和49年）：「国立療養所札幌南病院」と改称。
- 2004年（平成16年）：独立行政法人となり、「国立病院機構札幌南病院」と改称。

国立病院機構北海道医療センター
- 2010年（平成22年）：国立病院機構西札幌病院と国立病院機構札幌南病院が統合し、「国立病院機構北海道医療センター」となる。
- 2016年（平成28年）：がん診療センター設立。

## 機関指定
（下表の出典）
| 保険医療機関                                                                       | 労災保険指定医療機関 | 地域医療支援病院 |
| 指定自立支援医療機関（更生医療）                                                   | 災害拠点病院（基幹） | 指定自立支援医療機関（育成医療） |
| 指定自立支援医療機関（精神通院医療）                                               | 身体障害者福祉法指定医の配置されている医療機関                                                                                                   | 救命救急センター |
| 臨床研修病院（基幹型）                                                             | 精神保健指定医の配置されている医療機関 | 生活保護法指定医療機関(中国残留邦人等の円滑な帰国の促進並びに永住帰国した中国残留邦人等及び特定配偶者の自立の支援に関する法律（平成６年法律第30号）に基づく指定医療機関を含む。) |
| 臨床修練病院等                                                                     | 医療保護施設(中国残留邦人等の円滑な帰国の促進並びに永住帰国した中国残留邦人等及び特定配偶者の自立の支援に関する法律に基づく医療保護施設を含む。) | 結核指定医療機関 |
| エイズ治療拠点病院                                                                 | 特定疾患治療研究事業委託医療機関 | 小児慢性特定疾患治療研究事業委託医療機関 |
| 難病の患者に対する医療等に関する法律（平成２６年法律第５０号）に基づく指定医療機関 | 在宅療養後方支援病院 | 戦傷病者特別援護法指定医療機関 |
| DPC対象病院                                                                        | 原子爆弾被害者一般疾病医療取扱医療機関 | 第二種感染症指定医療機関 |
| 公害医療機関                                                                       | 母体保護法指定医の配置されている医療機関 | |

- 救急告示病院（二次救急）[6]
- 三次救急医療機関[7]
- 原子力災害医療協力機関[8]
- 精神科合併症受入協力病院[5]
- 北海道がん診療連携指定病院[9]
- 公益財団法人日本医療機能評価機構認定病院[10]

## 診療科等
診療科
- 内科
- 糖尿病・脂質代謝内科
- 腎臓内科
- 精神科
- 神経内科
- 呼吸器内科
- 消化器内科
- 循環器内科
- アレルギー科
- リウマチ科
- 小児科
- 外科
- 整形外科
- 脳神経外科
- 呼吸器外科
- 心臓血管外科
- 小児外科
- 皮膚科
- 形成外科
- 泌尿器科
- 婦人科
- 眼科
- 耳鼻咽喉科
- リハビリテーション科
- 放射線科
- 麻酔科
- 救急科
- 総合診療科
- 病理診断科

専門外来
- 喘息専門外来
- 肝臓専門外来
- 女性医師外来（消化器内科）
- 睡眠時無呼吸症候群（SAS）外来
- ペースメーカ外来
- 難病相談外来
- パーキンソン病セカンドオピニオン外来
- 多発性硬化症専門外来
- ストーマ外来
- 血管生理検査外来
- 脳血管内治療外来
- 小児科専門外来（腎臓、アレルギー、遺伝・代謝・遺伝カウンセリング、小児保健）
- 傷の小さな手術外来
- 女性医師外来（婦人科）
- 褥瘡専門外来
- 嚥下外来
- 脊椎・脊髄病外来
- 脊柱側弯症外来
- 手・肘･肩外科外来
- 足の外科専門外来

部門
- 看護部
- 臨床研究部
- 救命救急センター
- 薬剤部
- 放射線科
- 臨床検査科
- リハビリテーション科
- 栄養管理室
- 臨床工学室
- 医療安全管理室
- 感染対策室
- 地域医療連携室

## アクセス
北海道道453号西野白石線（山の手通）沿いに位置している。
- ジェイ・アール北海道バス（琴似営業所）「北海道医療センター前」バス停下車

## 関連施設
- 独立行政法人国立病院機構北海道医療センター附属札幌看護学校[11]
- 札幌市立山の手養護学校 - 当センターと連携している。

## 参考資料
- “北海道医療センター” (PDF).   独立行政法人国立病院機構 北海道医療センター. 2017年1月5日閲覧。